# Bruce Sterling
Michael Bruce Sterling (Brownsville, 14 aprile 1954) è un autore di fantascienza statunitense.

## Biografia
Celebre per Mirrorshades, un'antologia di racconti di fantascienza del 1986 che ha contribuito a definire il filone cyberpunk, Sterling ha pubblicato diversi romanzi di fantascienza, testi di tipo giornalistico e alcuni saggi. Collabora al mensile Wired, ha una sua rubrica sulla rivista XL fin dal primo numero e scrive per il quotidiano torinese La Stampa dove cura insieme alla moglie Jasmina Tešanović la rubrica "Globalisti a Torino".
Nel 2003 è stato nominato professore alla European Graduate School, dove insegna nei corsi intensivi di "Media e Design". Dal 2007 vive a Torino, scrive per La Stampa, la Repubblica XL e l'edizione italiana di Wired.
Le sue opere hanno ottenuto molti riconoscimenti tra cui:
- il Premio John Wood Campbell Memorial nel 1989 con il romanzo Isole nella Rete (Islands in the Net);[2]
- il Premio Hugo per il miglior racconto nel 1999 e nel 1997 rispettivamente con Taklamakan e con Il riparatore di biciclette (Bicycle Repairman);[2]
- il Premio Locus per il miglior racconto breve nel 1999 con Maneki Neko[2] e nella stessa edizione il Premio Locus per il miglior racconto con Taklamakan;[2]
- il Premio Arthur C. Clarke nel 2000 con il romanzo Caos USA (Distraction).[2]

## Opere

### Romanzi
- Oceano (Involution Ocean, 1977)
- Artificial Kid (The Artificial Kid, 1980)
- La matrice spezzata (Schismatrix, 1985)
- Isole nella Rete (Islands in the Net, 1988). Vincitore premio Campbell Memorial.
- La macchina della realtà (The Difference Engine, 1990), con William Gibson
- Atmosfera mortale (Heavy Weather, 1994)
- Fuoco sacro (Holy Fire, 1996)
- Caos USA (Distraction, 1998). Vincitore premio Arthur C. Clarke, 2000
- Lo spirito dei tempi (Zeitgeist, 2000)
- The Zenith Angle, 2004
- Il chiosco (Kiosk, 2007)
- The Caryatids, 2009
- L'amore è strano (Love Is Strange, 2012)
- Pirate Utopia, 2016, ISBN 1616962364

### Antologie
- Mirrorshades (Mirrorshades: A Cyberpunk Anthology, 1986), anche curatore
- Crystal Express, 1989
- Cronache del Basso Futuro (Globalhead, 1992)
- Schismatrix Plus, 1996
- Un futuro all'antica (A Good Old-fashioned Future, 1999)
- Visionary in Residence, 2006, ISBN 1-56025-841-1
- Ascendencies: The Best of Bruce Sterling, 2007, ISBN 978-1-59606-113-2
- Gothic High-Tech, 2012, ISBN 978-1-59606-404-1
- Utopia pirata, Urania 1622, Mondadori, 2015, ISBN 978-1-61696-329-3, versione inglese: Robot Artists & Black Swans: The Italian fantascienza stories, 2021.

### Racconti
- Spider Rose (1982), in Universo Cyber 2;
- Stella rossa, orbita d'inverno (Red Star, Winter Orbit, 1983) in collaborazione con William Gibson;
- Il riparatore di biciclette (Bicycle Repairman 1996) vincitore del Premio Hugo per il miglior racconto;
- Taklamakan (1998) vincitore del Premio Hugo e del premio Locus per il miglior racconto.

### Saggi
- Giro di vite contro gli hacker (The Hacker Crackdown: Law and Disorder on the Electronic Frontier, 1992)[3]
- Parco giochi con pena di morte, 2001 (raccolta di saggi), con William Gibson
- Tomorrow now: come vivremo nei prossimi cinquant'anni (Tomorrow Now: Envisioning the next fifty years, 2002), vincitore del Premio Locus come migliore lavoro non di fantascienza.[2]
- La forma del futuro (Shaping Things, 2005)